# 슈체친 노면전차

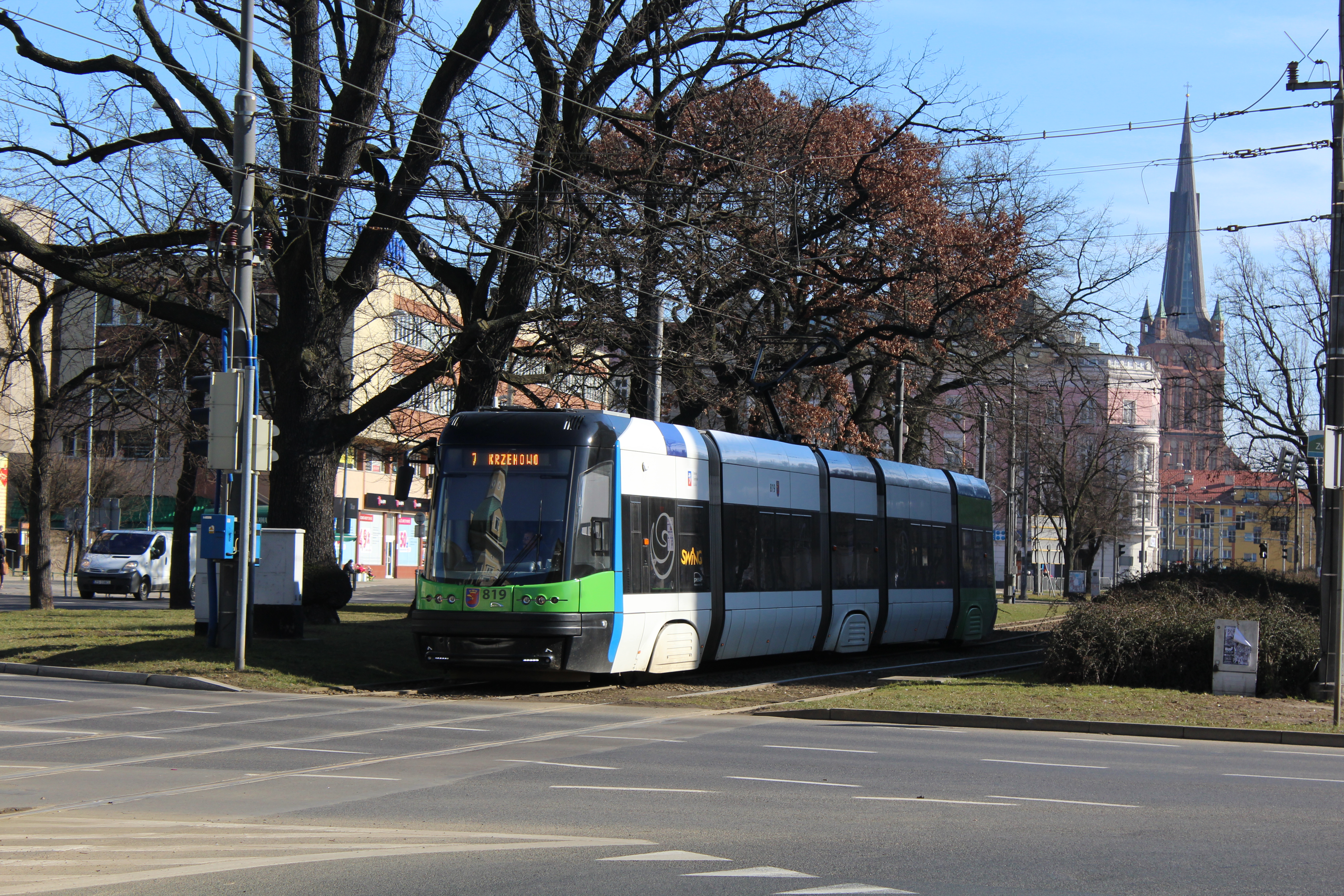

슈체친 노면전차(폴란드어: Tramwaje w Szczecinie)는 폴란드 슈체친에서 운행되는 노면전차다. 12개의 노선이 운영되고 있다.